# Dubois, Idaho
Dubois är administrativ huvudort i Clark County i Idaho. Orten har fått sitt namn efter politikern Fred Dubois. Enligt 2010 års folkräkning hade Dubois 677 invånare.